# Hesperocyparis arizonica
Cupressus arizonica (Кипарис аризонський) — вид хвойних рослин родини кипарисових.

## Поширення, екологія
Країни поширення: Мексика (Нижня Каліфорнія, Чіуауа, Коауїла, Дуранго, Нуево-Леон, Сан-Луїс-Потосі, Сонора, Тамауліпас, Сакатекас); США (Аризона, Каліфорнія, Нью-Мексико, Техас). Росте у гірських хвойних лісах, змішаних широколистяно-хвойних лісах, ялівцевих лісах, склерофільних рідколіссях і чагарниково-лучних долинах. Висотний діапазон знаходиться між 750 м і 2700 м над рівнем моря. Біологічні види в цих типах рослинності: Pseudotsuga menziesii, Abies concolor, Calocedrus decurrens, Pinus ponderosa, Pinus jeffreyi, Pinus arizonica, Pinus leiophylla, Pinus lambertiana, Pinus sabiniana, Pinus coulteri, Pinus cembroides, Pinus edulis, Pinus monophylla, Juniperus deppeana var. pachyphlaea, Juniperus californica, Fraxinus velutina, Quercus, Garrya, Cercocarpus, Platanus, Populus tremuloides, Salix (уздовж струмків), Rhus ovata, Fremontia californica, Yucca whippleyi, Adenostoma fasciculatum, Arctostaphylos glandulosa, Ceanothus, Rhamnus. Зустрічається на хребтах, схилах і в ущелинах, іноді в руслах струмків, на кам'янистій місцевості на жовтому або червоно-коричневому суглинку, піску або гравію, або серед валунів поверх вапняків, пісковика, сланцю або граніту. Клімат характеризується теплим, щоб жарким, сухим літом і зимовими опадами.

## Морфологія
Дерево до 25 м. Кора від сірого до чорно-коричневого кольору, борозниста. Гілки горизонтального розповсюдження; крона широко конічна. Пагони короткі, товсті, чотиригранні, поширюються у всіх напрямках. Листя лускоподібне, в основному 2 мм, загострене, зазвичай сизо-зелене; смоляні залози на спинній стороні листа не видні або тільки злегка видні. Чоловічі шишки 3-5 мм, випускають пилок в лютому-березні. Шишки кулясті, 2–3 см, зелені спершу, після дозрівання, через близько 20–24 місяців після запилення, темно-червоно-коричневі з синюватим нальотом, складається з 6 до 8 лусок. Насіння 4–5 мм, темно-коричневе, іноді з блакитним нальотом; сім'ядолі 4–5.

## Використання
Немає відомого комерційного використання деревини в даний час. Вирощується в садах і парках в Європі і США, як декоративна рослина.

## Загрози та охорона
Небезпека виникнення пожеж є головною загрозою, особливо зачіпаючи деякі з сортів з обмеженим поширенням і / або малі й фрагментовані групи населення.